# Castillo de Hermann
El Castillo de Hermann o Castillo de Narva  (en estonio: Hermanni linnus),es un castillo en Narva, al noreste de Estonia, a la orilla del río Narva. Fue establecido en 1256 por los daneses, el primer castillo de piedra se construyó a principios del siglo XIV. La orden de los Caballeros Teutónicos compró el castillo el 29 de agosto de 1346. Actualmente funciona como un museo.